# M104
Галактиката М 104 (NGC 4594) е нормална спирална галактика, отдалечена на 32 млн. св.г., по посока на съзвездието Дева. Яркото ̀и ядро, съставено от предимно стари звезди, е отчасти закрито от тъмна прахова ивица, която придава на галактиката вид на сомбреро, откъдето идва и популярното ѝ име „Сомбреро“. С видима звездна величина m=9.0, галактиката е видима с любителски телескопи.

## Откриване и първи наблюдения
Галактиката е открита от Пиер Мешен през май 1781, като две години по-късно той описва обекта в писмо до Йохан II Бернули, което по-късно е публикувано в Berliner Astronomisches Jahrbuch. Шарл Месие я описва в лична бележка, заедно с пет други обекта, сега познати като M104-9, но галактиката е „официално“ включена в каталога на Месие през 1921, от Камий Фламарион, който се позовава на бележките на Месие. Уилям Хершел преоткрива галактиката през 1784, като пръв отбелязва за тъмния диск.
През 1910, американският космолог Весто Мелвин Слифър наблюдава червено отместване в спектъра на галактиката. Измерената на базата на тези данни лъчева скорост е 400 km/s. Това е едно от първите ранни потвърждения на теорията на Големия взрив. Слифър провежда и наблюдения, позволили да се определи скоростта на въртене на галактиката, което не е било правено за друга галактика дотогава.

### Любителски наблюдения
Галактиката Сомбреро се намира на 11,5° на запад от ярката звезда Спика ({\displaystyle \alpha Vir}), както и на 5,5° на североизток от {\displaystyle \eta }Гарван. Галактиката е видима с голям бинокъл или телескоп с апертура от най-малко 10 см. За да се види тъмният диск, е необходим най-малко 25-см телескоп.

## Компоненти на галактиката

### Тъмен диск
Една от най-впечатляващите особености на галактиката е тъмният прахов диск, закриващ голяма част от звездите от галактичната равнина и ядрото. Представлява голям тъмен пръстен, обкръжаващ ядрото. Съставен е предимно от студен водород и газ, под формата на молекули. Спектроскопичните наблюдения показват, че именно в този диск се намират регионите с най-активно звездообразуване в галактиката.

### Ядро
Галактиката притежава активно ядро, в което се намира свръхмасивна черна дупка, със слабо йонизиран междузвезден газ, излъчващо синхротронно лъчение.

#### Черна дупка
Свръхмасивната черна дупка в Сомбреро е открита през 1990 г., от екип с ръководител Джон Корменди, на базата на наблюдения с Космическия телескоп Хъбъл и Канадско-Френско-Хавайския телескоп. Оказва се, че наблюдаваните скорости на звезди от ядрото, обикалящи около тъмен обект, могат да се обяснят само с черна дупка с маса от 1 милиард слънчеви маси. Това е една от най-масивните черни дупки, наблюдавани в близките галактики.

#### Синхротронно лъчение
Синхротронното лъчение се поражда при движение на електрони с релативистични скорости в магнитно поле. Такова лъчение е нещо обичайно при активните галактични ядра. Въпреки че интензитетът на това лъчение обикновено се променя с времето, идващото от M104 лъчение обикновено остава постоянно, с колебания от не повече от 10-20%.

#### Кълбовидни звездни купове
Галактиката Сомбреро е богата на кълбовидни звездни купове, като, според последни оценки, популацията им наброява не по-малко от 1200 до 2000 купа. Отношението на броя на звездните купове към общата светимост е характерна за галактики с големи ядра, за разлика от галактиките с малки ядра като Млечния път.